# Johan 2. af Portugal
Johan 2. (portugisisk: Dom João II; født 3. marts 1455, død 25. oktober 1495), kaldet Den Fuldkomne Fyrste (portugisisk: o Príncipe Perfeito) var konge af Portugal fra 1481 til 1495. Han var søn af Kong Alfons 5.
Johan brød adelens magt og støttede borgerstanden. Under ham fortsatte de portugisiske opdagelsesrejser, blandt andet med omsejlingen af Kap Det Gode Håb i 1486. I 1494 indgik han Traktaten i Tordesillas med Kastilien.

## Biografi
Johan 2. fortsatte sine forgængeres støtte til udforskningen af det afrikanske kontinent. Derfor håbede Columbus på, at kongen også ville støtte hans planer om at finde Asien og Indien ved at sejle mod vest.
Columbus forelagde sine planer for kongen. Johan 2. sendte Columbus' forslag og hans vedlagte beregninger til en komité af særlig kyndige geografer. De mente at Columbus' beregninger var forkerte.
Mens dette arbejde stod på, havde Johan 2. i al hemmelighed udrustet et skib, som skulle undersøge, om der virkelig var noget land langt mod vest. Men skibet vendte tilbage uden at have set noget andet end hav. Johan 2. ville derfor ikke støtte Columbus, og han afviste derfor også Columbus' forslag om en ekspedition vestover. Det kom Johan 2. og Portugal så efterfølgende til at fortryde. 
I 1494 indgik Portugal Traktaten i Tordesillas med Kastilien, der fastlagde fordelingen af de to landes interessesfærer i de nyopdagede lande, sådan at Portugal blev tildelt alt land øst for en linje 370 mil vest for Kap Verde, mens Spanien fik landene vest for linjen.

## Eksterne links
- Wikimedia Commons har flere filer relateret til Johan 2. af Portugal